# قوشا قشلاق منصور و رحمان (قشلاق الشرقي)
قوشا قشلاق منصور ورحمان (بالفارسية: قوشاقشلاق منصورورحمان) هي منطقة سكنية تقع في إيران في أردبيل. يقدر عدد سكانها بـ 130 نسمة .